# Mörtelplastik Dorfstraße 16 (Ilmried)

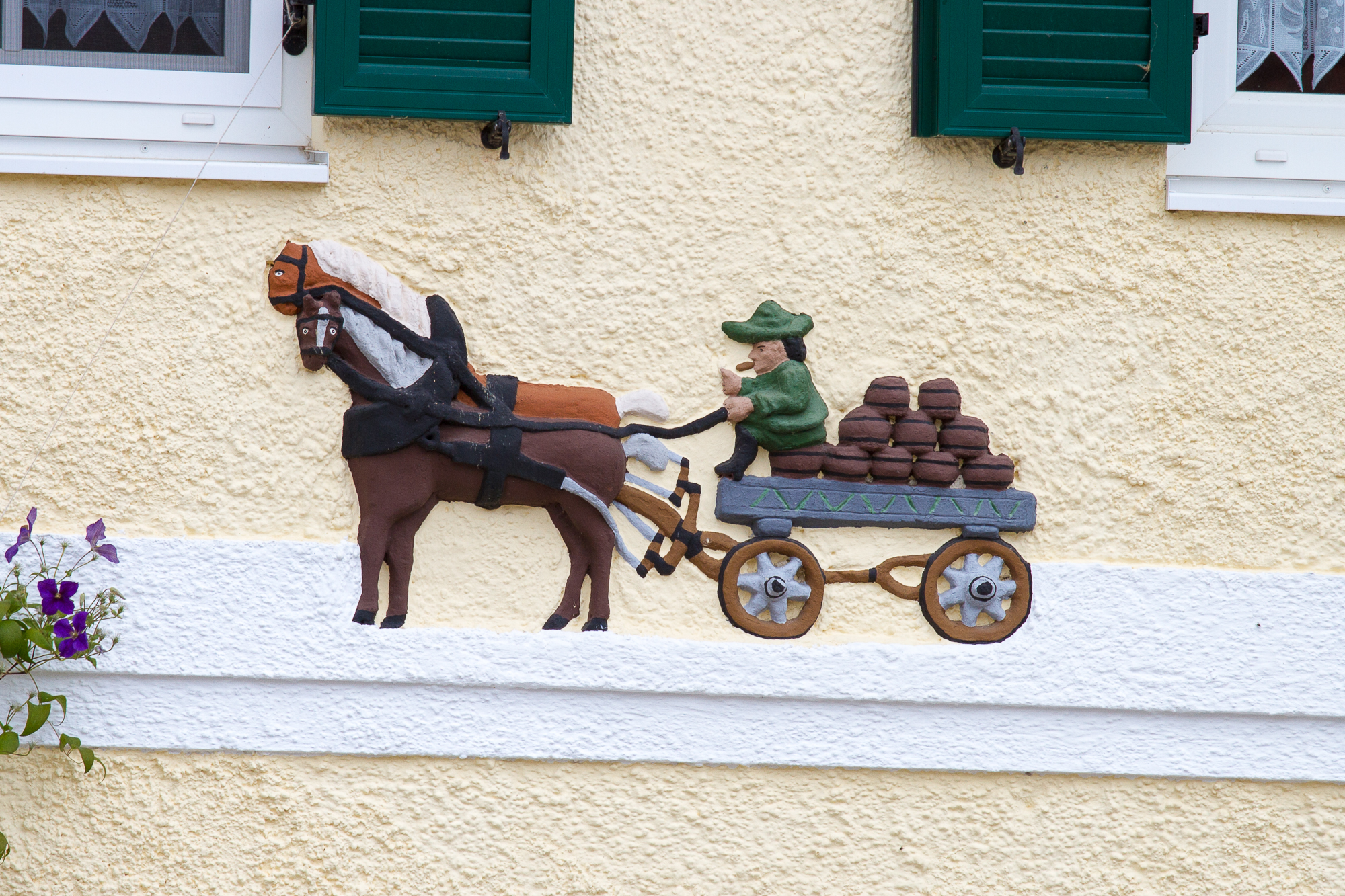
Mörtelplastik Dorfstraße 16 in Ilmried

Die Mörtelplastik Dorfstraße 16 in Ilmried, einem Ortsteil der Gemeinde Ilmmünster im oberbayerischen Landkreis Pfaffenhofen an der Ilm, wurde um 1870/90 geschaffen. Die Mörtelplastik, traufseitig an der Fassade des Wohnhauses, ist ein geschütztes Baudenkmal.
Die farbige Mörtelplastik stellt ein Bierfuhrwerk mit zwei Pferden und einem Kutscher dar.